# تلمبه حبیب سیستانی
تلمبه حبیب سیستانی یک منطقهٔ مسکونی در ایران است که در دهستان نگار واقع شده‌است. تلمبه حبیب سیستانی ۱۰ نفر جمعیت دارد.